# بار (نیشابور)
بار شهری در بخش مرکزی شهرستان نیشابور در استان خراسان رضوی ایران است و در دره‌های رشته‌کوه بینالود، با فاصله ۵۵ کیلومتری شمال غرب نیشابور قرار گرفته‌است. این شهر در مختصات جغرافیایی ۵۸ درجه و ۴۳ دقیقه طول شرقی و ۳۶ درجه و ۳۰ دقیقه عرض شمالی، در ۲۷ کیلومتری شمال غربی شهر نیشابور و ۸۰ کیلومتری شهر مشهد قرار گرفته‌است. رودخانه بار نیز در کنار این شهر واقع شده‌است. این شهر یکی از مراکز مهم تولید سیب قرمز در ایران و در منطقه جنوب غرب آسیا است؛ سالانه هزاران تن از سیب قرمز و سیب زرد این شهر، به کشورهای همسایه ایران از جمله عراق و ارمنستان صادر می‌شود. رهبر ایران به نقل خودش با سادات این شهر دوستی پنجاه ساله دارد؛ او در سال ۱۳۶۵ در زمان تصدی پست ریاست جمهوری جلسه هیئت دولت را در این شهر که در آن زمان روستا بود تشکیل داد.

## جغرافیا
شهر بار دارای آبشار زیبایی است که در دل کوه و در میان باغ های گردو قرار گرفته است که می‌توان آن را مهم‌ترین جاذبه گردشگری در این شهر دانست.
از میوه‌های اصلی و وافر آن می‌توان به سیب، هلو، گردو، گلابی، زردآلو و آلو اشاره کرد. مردم بار به چهار طایفه تقسیم می‌شوند: قاضی، عرب، غضنفری، عام و به سه دسته سید حسینی، سید رضوی و عام (باری) تقسیم می‌شوند. زنان در بار با رنگ شالهایشان شناخته می‌شوند، بدین صورت که کسانی که شال سبز سر می‌کنند سید و شال سفید، آبی، و قهوه‌ای نشانه عام بودن آنهاست. بار دارای ۴ امامزاده می‌باشد. شهر بار از سطح دریا ۱۶۷۰ متر ارتفاع دارد و آب و هوای آن، معتدل و کوهستانی با زمستان‌های سرد و تابستان‌های معتدل است. آرامگاه‌های چندین امام‌زاده در داخل و اطراف شهر بار، پیدایش اشیاء قدیمی در درون این شهر و همچنین منابع مکتوب باقی مانده متعلق به قبل از حمله مغول، به قدمت بیش از هزار سال این شهر اشاره دارد.

### گویش و دین
مردم شهر بار امروزه به زبان فارسی با گویش نیشابوری سخن می‌گویند، مسلمان و پیرو مذهب شیعه دوازده امامی هستند.

## جمعیت
بر پایه سرشماری عمومی نفوس و مسکن در سال ۱۳۹۰ جمعیت این شهر ۴٬۱۲۱ نفر (در ۱٬۱۴۵ خانوار) بوده‌است.

## اقتصاد
درآمد مردم شهر بار از فعالیت‌های زراعی، باغداری و دامداری تأمین می‌شود. گروهی نیز، در امور خدماتی و صنایع دستی اشتغال دارند. زمین‌های زراعی به شیوه آبی و دیم کشت می‌شوند. مهم‌ترین محصولات زراعی و باغی این شهر شامل  جو و سیب، آلو، گیلاس، هلو، گلابی، زردآلو و آلبالو است. سیب شهر بار شهرت فراوانی دارد و به خارج از ایران صادر می‌شود.
مراتع غنی و سرسبز پیرامون شهر موجبات رونق دامداری و تولید گوشت و فراورده‌های لبنی را فراهم آورده‌است. پرورش زنبور عسل نیز، در این شهر رواج دارد. مردم شهر بار به ویژه زنان، ضمن همکاری در فعالیت‌های کشاورزی و دامداری به تولید صنایع دستی قالی و فرش می‌پردازند.
شهر بار در دامنه کوه استقرار یافته و پیرامون آن را ارتفاعات فراگرفته‌ اند. این شهر، بافت مسکونی متراکم و فشرده‌ای دارد و از بافت‌های سنتی و مدرن تشکیل شده‌است. معابر و کوچه‌های شهر، در قسمت قدیمی عموماً کم عرض و پیچ در پیچ، و در محله‌های جدید، پهن و با امکان تردد وسائط نقلیه است.
شرایط اقلیمی و نوع فعالیت و معیشت خانوارها، از عوامل مؤثر در شکل‌گیری خانه‌های این شهر می‌باشند. از فضاهای مشترک خانه‌های شهر می‌توان به اتاق‌های نشیمن، آشپزخانه، سرویس بهداشتی و انبار علوفه اشاره کرد. سقف اغلب خانه‌ها مسطح است و با کاهگل یا قیرگونی، اندود شده‌ است. مصالح به کار رفته در ساخت بناهای قدیمی شامل سنگ، خشت، آجر و گل و چوب است. در ساخت خانه‌های جدید از مصالحی مانند سیمان، گچ، آجر و تیرآهن استفاده شده‌ است.

## جاذبه‌های گردشگری
باغ‌های فراوان میوه گرداگرد شهر را فراگرفته‌اند. تنوع رنگ‌های طبیعی در باغ‌ها، در فصول مختلف سال، تابلوهای طبیعی رنگارنگ و زیبایی پدید می‌آورند. ارتفاعات اطراف شهر با پوششی از انواع گیاهان مرتعی و دارویی، در تمام طول سال، کوهنوردان بسیاری را به سوی خود جلب می‌کنند.
آبشار زیبای بار در ارتفاعات شمال شهر قرار دارد. طبیعت سرسبز و پرطراوت در حواشی آبشار شهر، با صدای ریزش آب، فضایی دلپذیر پدیدآورده و در فصول ابتدایی سال، گردشگران بسیاری را به سوی خود فرامی‌خواند.
شهر بار، در مسیر حرکت ایل توپکانلو واقع شده‌است. ایل توپکانلو در اوایل فروردین ماه در ییلاقات منطقه سرولایت نیشابور مستقر می‌شود، در تیر ماه به «میان بند» نقل مکان می‌کند و در مهر ماه به سمت قشلاق (منطقه سرخس و کاشمر) رهسپار می‌شود.
منظره استقرار چادرهای عشایر، زنان و مردان در حال کار و کوچ بهاره و پاییزه، از جلوه‌های زندگی عشایری است که جاذبه گردشگری منحصربه‌فرد این شهر نیز محسوب می‌شود. آرامگاه امام‌زاده آبکوزه در ۵ کیلومتری شهر قرار دارد. مردم این شهر برای انجام مراسم مذهبی و نیایش و دعا به این امام‌زاده مراجعه می‌کنند.
آرامگاه امام‌زاده بنام در داخل شهر و مقبره امام‌زاده ″باغ چاه″ نیز در میان باغ‌های شهر قرار دارند.
مردم شهر بار در اعیاد ملی و مذهبی به جشن و سرور و در ایام محرم و شهادت ائمه به عزاداری می‌پردازند. از مراسم ویژه این شهر می‌توان به مراسم شبیه‌خوانی در ماه محرم و مراسم دعای باران در هنگام خشکسالی اشاره کرد.
بهره‌گیری از انواع آوازها و آهنگ‌های محلی و موسیقی مقامی و ترانه‌های دشتی، با همراهی سازهای محلی سرنا، دهل و قوشمه در مراسم و جشن‌های مردم شهر متداول است. دوبیتی خوانی نیز، در شهر رواج دارد. از رقص‌های محلی این شهر می‌توان به رقص اسب چوبی، چوب بازی و رقص محلی اشاره کرد.
یک قل دو قل، تیله بازی، جوز بازی (بازی با گردو)، خر بلقیس، کبدی و کشتی باچوخه، از بازی‌ها و ورزش‌های محلی شهر بار به‌شمار می‌روند.
بیشتر مردم شهر بار از لباس محلی استفاده می‌کنند. پوشاک معمول مردان شهر، شامل عرقچین، شال سبز و جلیقه است. لباس محلی زنان نیز مشتمل بر شلوار مشکی (معمولاً کج‌راه)، دامن چین‌دار (شلیته) از جنس کرباس با تزیینات زیبا در حاشیه و الخاق (نوعی کت از جنس مخمل زری دوزی) می‌باشد. سربند زنان به رنگ مشکی با حاشیه‌ای قرمز و از جنس ساتن است که به آن کلاغی می‌گویند. زنان شهر از روسری سبز رنگی که به صورت بال بالی می‌بندند نیز استفاده می‌کنند.

## مشاهیر
1. ابوعلی حسن بن نصر باری:  وی از محدثان بود و در سال 330ه.ق در شهر بار نیشابور زندگی می کرد. از فضل بن احمد رازی از سلیمان بن سلمه ٔ حمصی روایت کرد و ابوبکربن ابوالحسین بن حیری از وی روایت دارد. نام وی در کتاب تاریخی معجم البلدان نوشته یاقوت حموی آمده است.

حموی در کتاب خود چنین نوشته است:
حسن بن نصر نیشابوری باری مکنی به ابوعلی از مردم بار نیشابور بود. وی از فضل بن احمد رازی حدیث کرد و ابوبکربن ابی الحسین حیری از او حدیث داردو در سال 330 هَ . ق . درگذشت 
2. شیخ ابراهیم انصاری عرب (ملقب به شیخ ابراهیم باری): وی در قرن 13 و 14 در شهر بار زندگی می‌کرد. درجه او در عرفان، همچنین کرامات و علم دین او منجر به شهرتش در میان مسلمانان حتی خارج از ایران شده بود. مقبره این عارف در گلزار شهدای شهر بار است.

## سوغات و صنایع دستی
از صنایع دستی شهر بار می‌توان به قالی و قالیچه با طرح و نقش زیبا و خوش رنگ اشاره کرد.
معروف‌ترین سوغات شهر بار، روغن حیوانی، نان محلی و خشکبار است. از غذاهای محلی و خوش‌طعم شهر بار می‌توان به انواع اشکنه، خورش کنگر، خوراک زْمَرُقْ (قارچ کوهی)، کشته جوش، زیرک جوش، بلغور شیر، حلوا، حلیم، حلوا برنج، فطیر مسکه (فطیر کره ای)انواع نان تافتون و کشک اشاره کرد. مشروبات فراوان این شهر یکی از مهم ترین دارایی های آن است

## نگاره‌ها

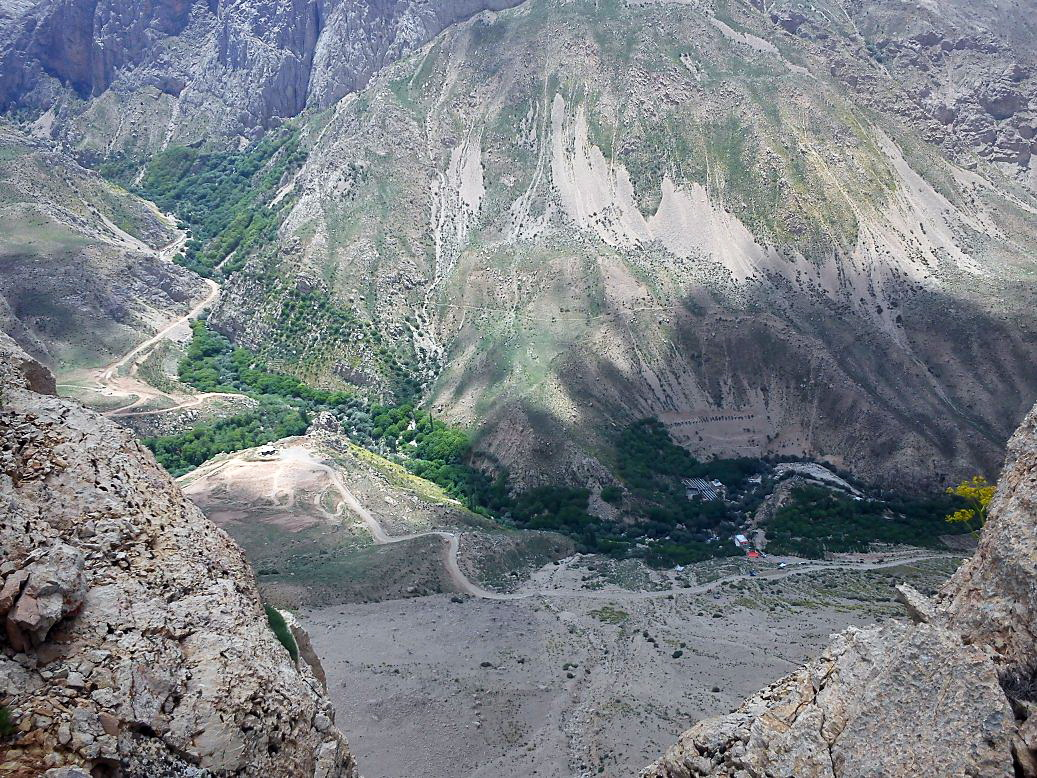
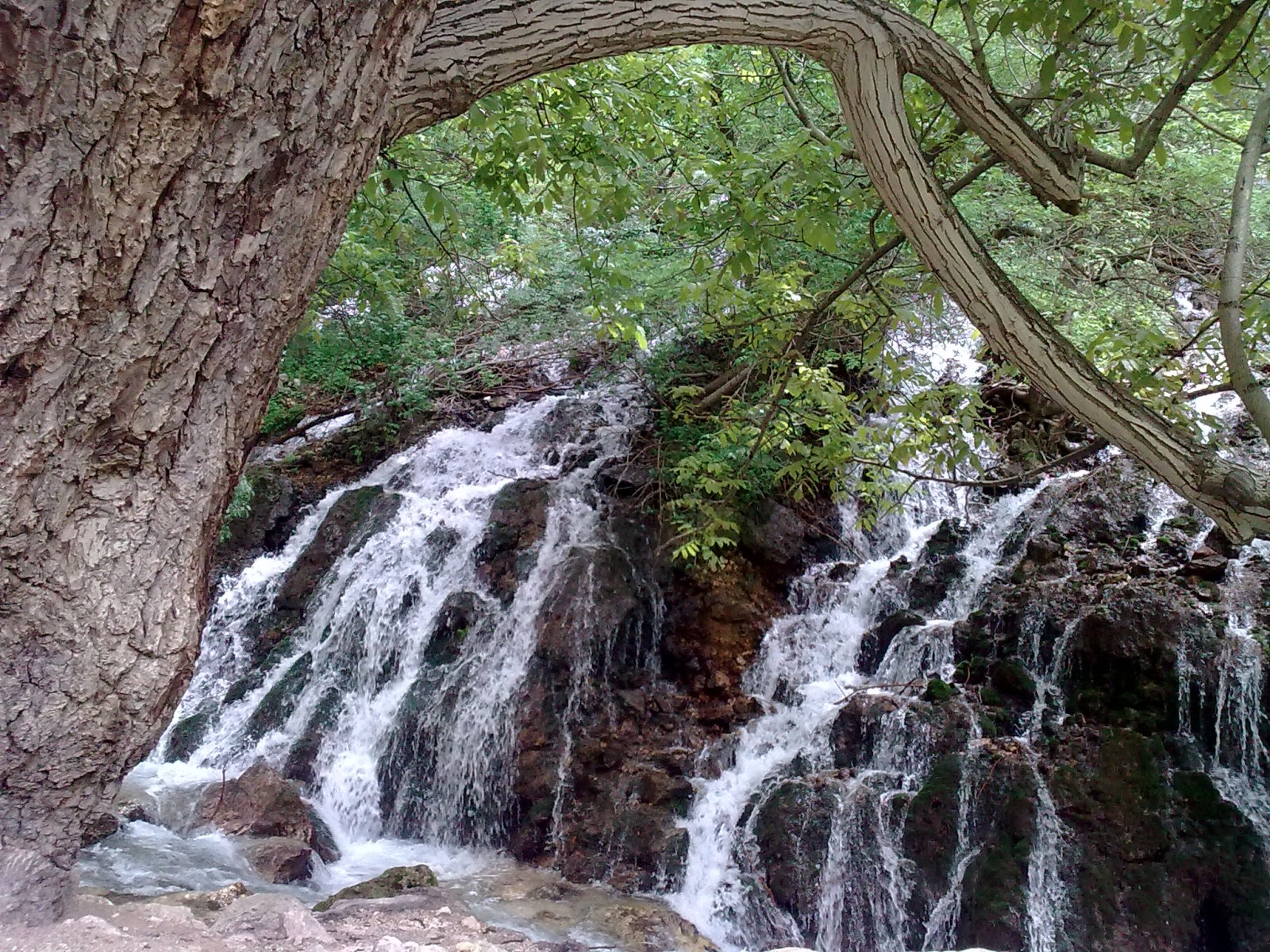
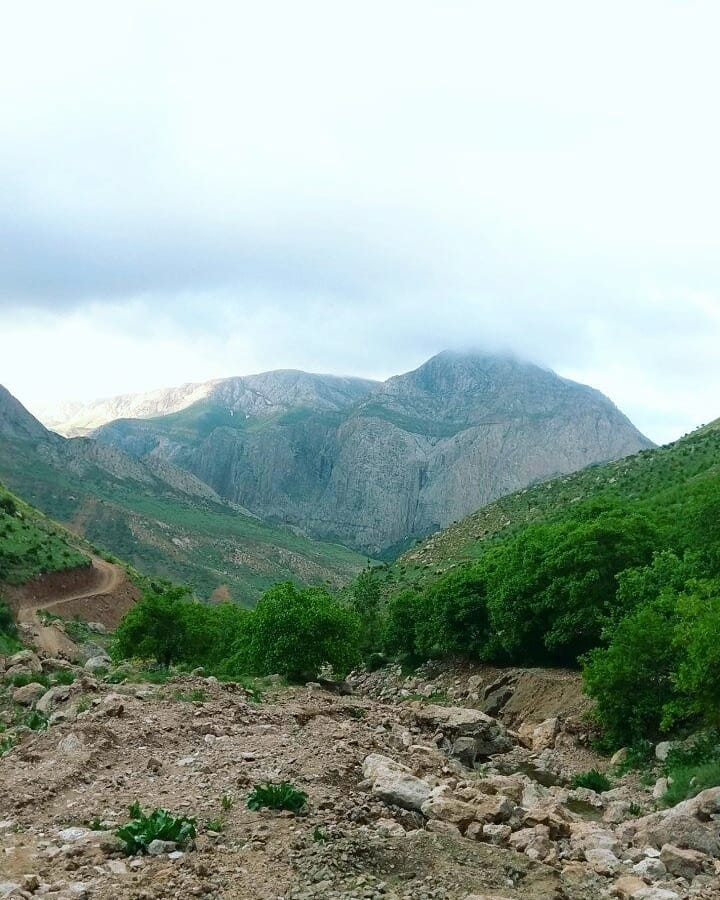
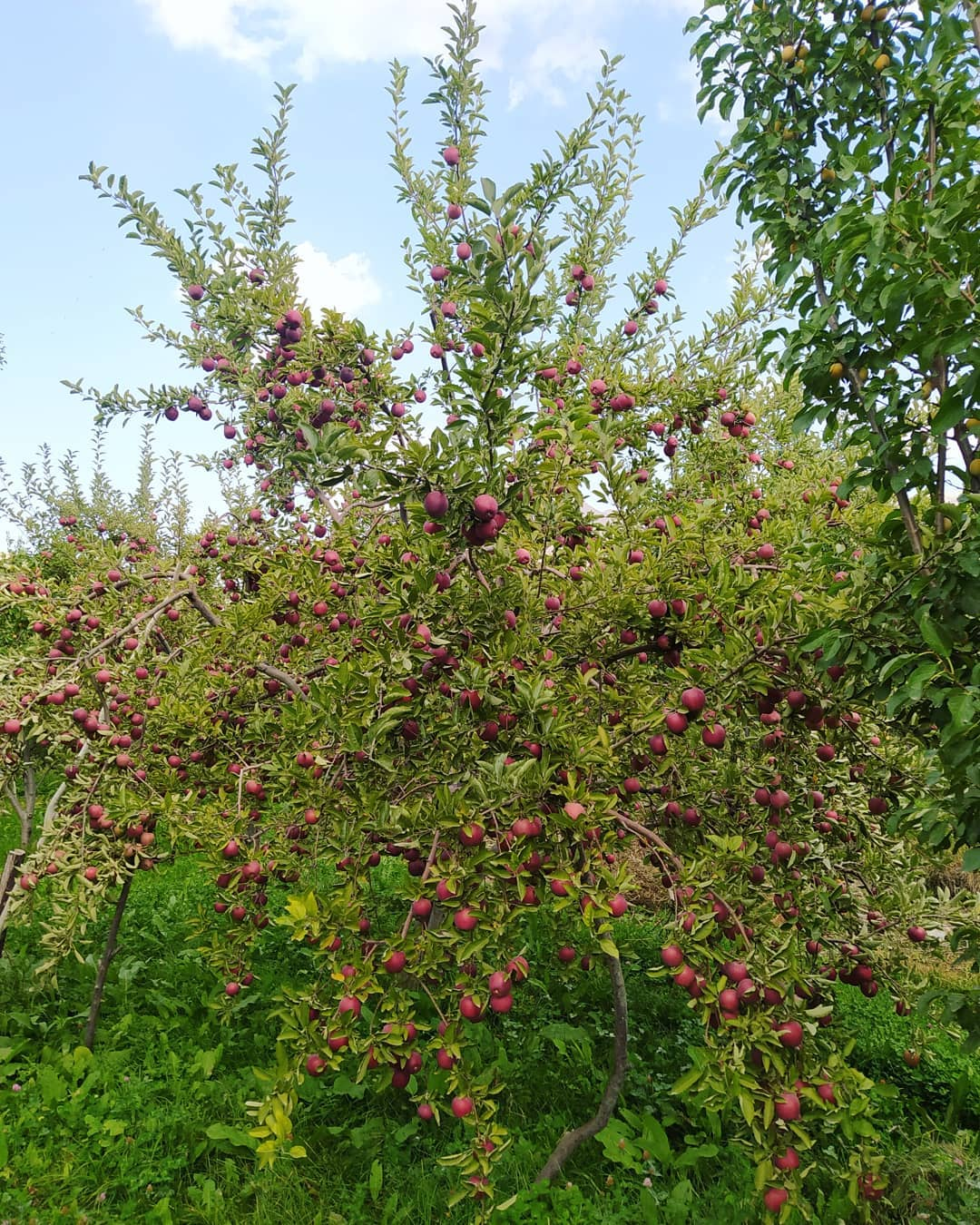
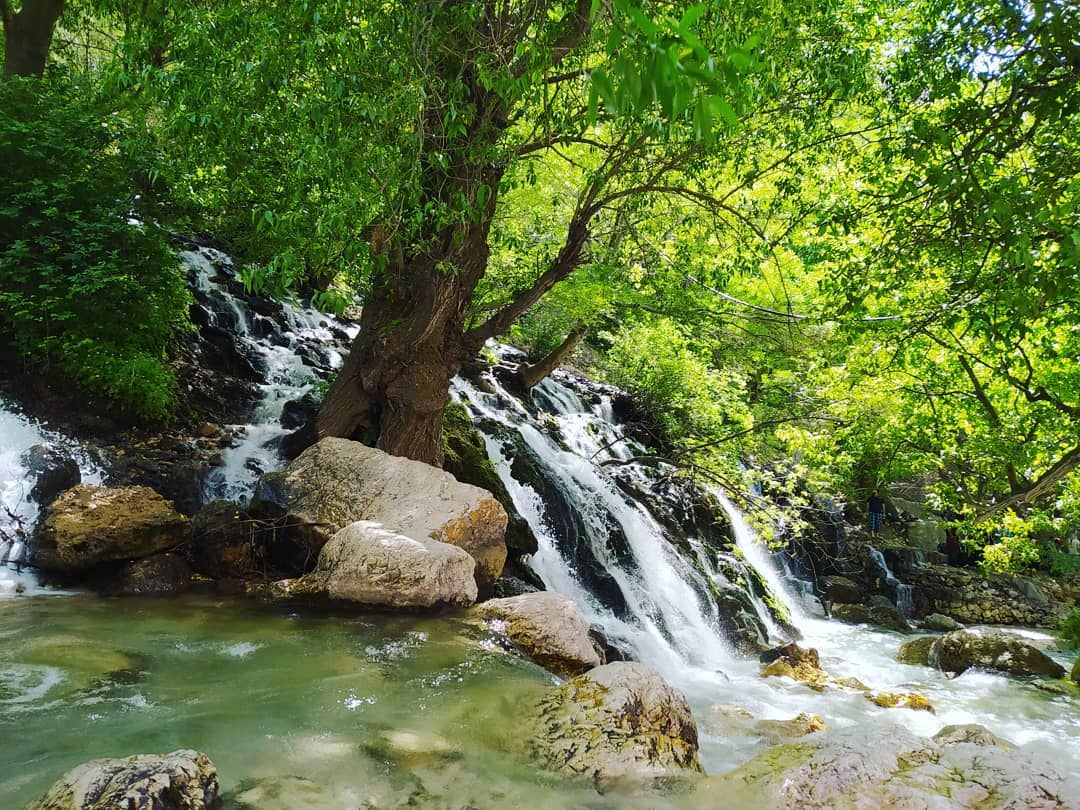
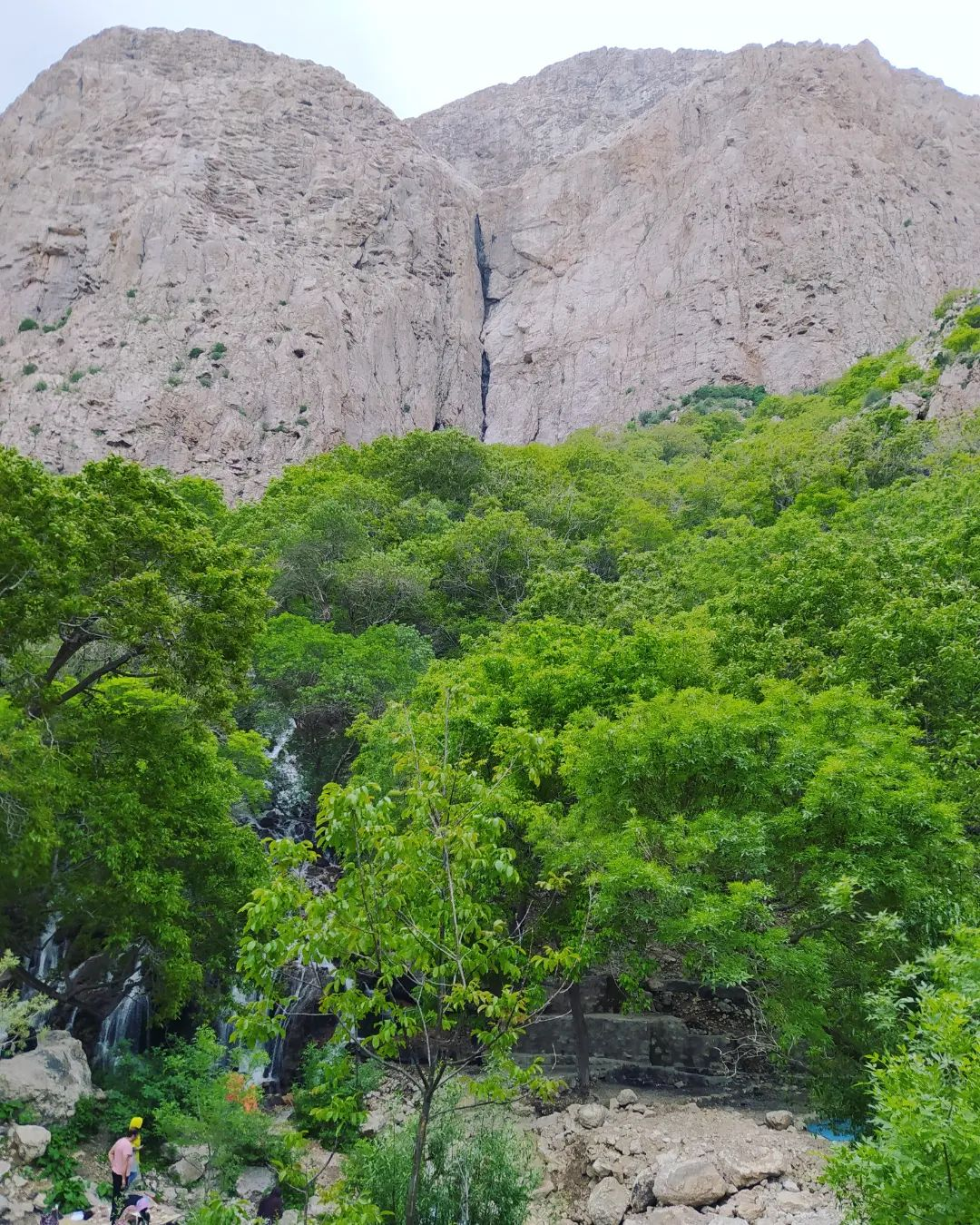
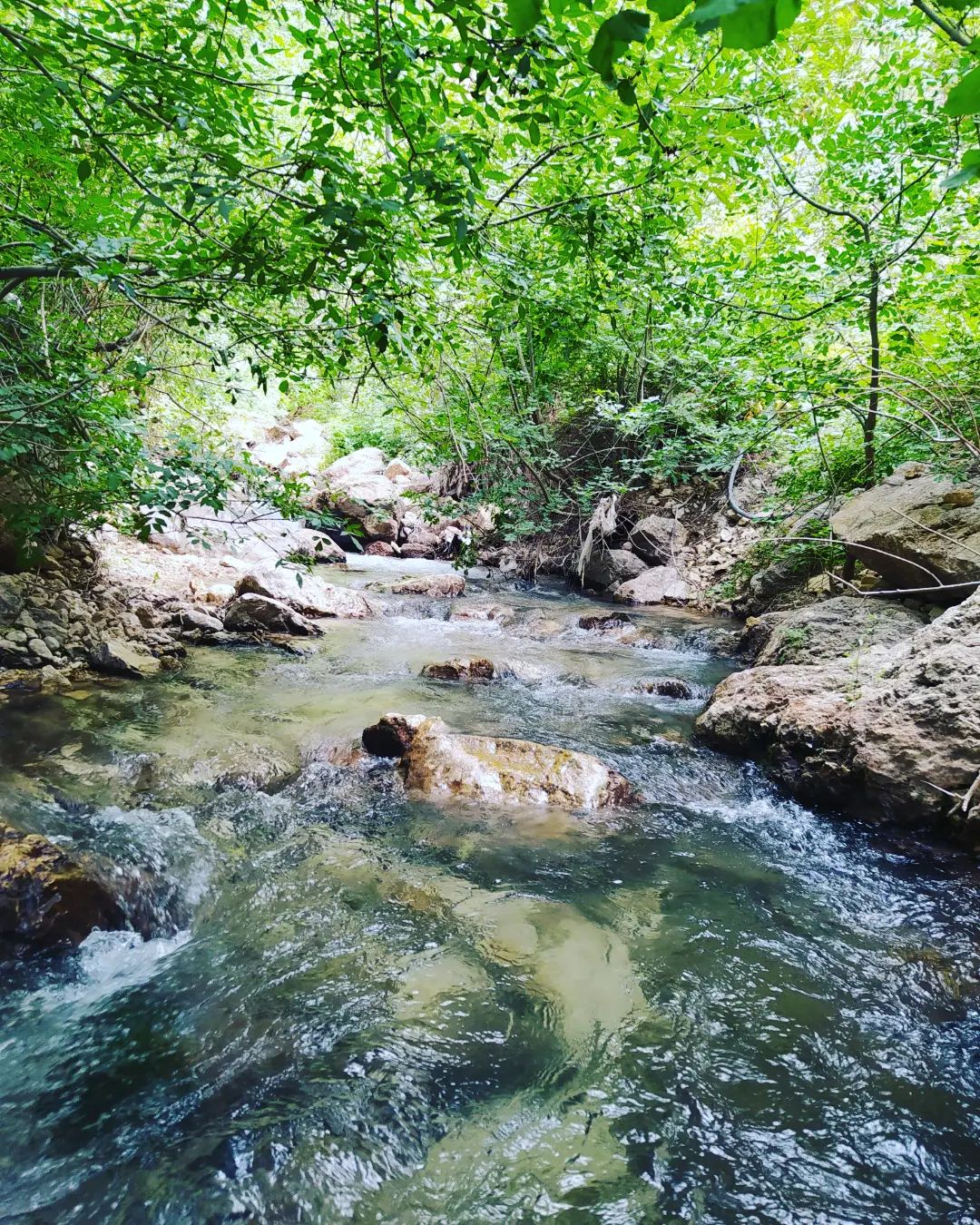
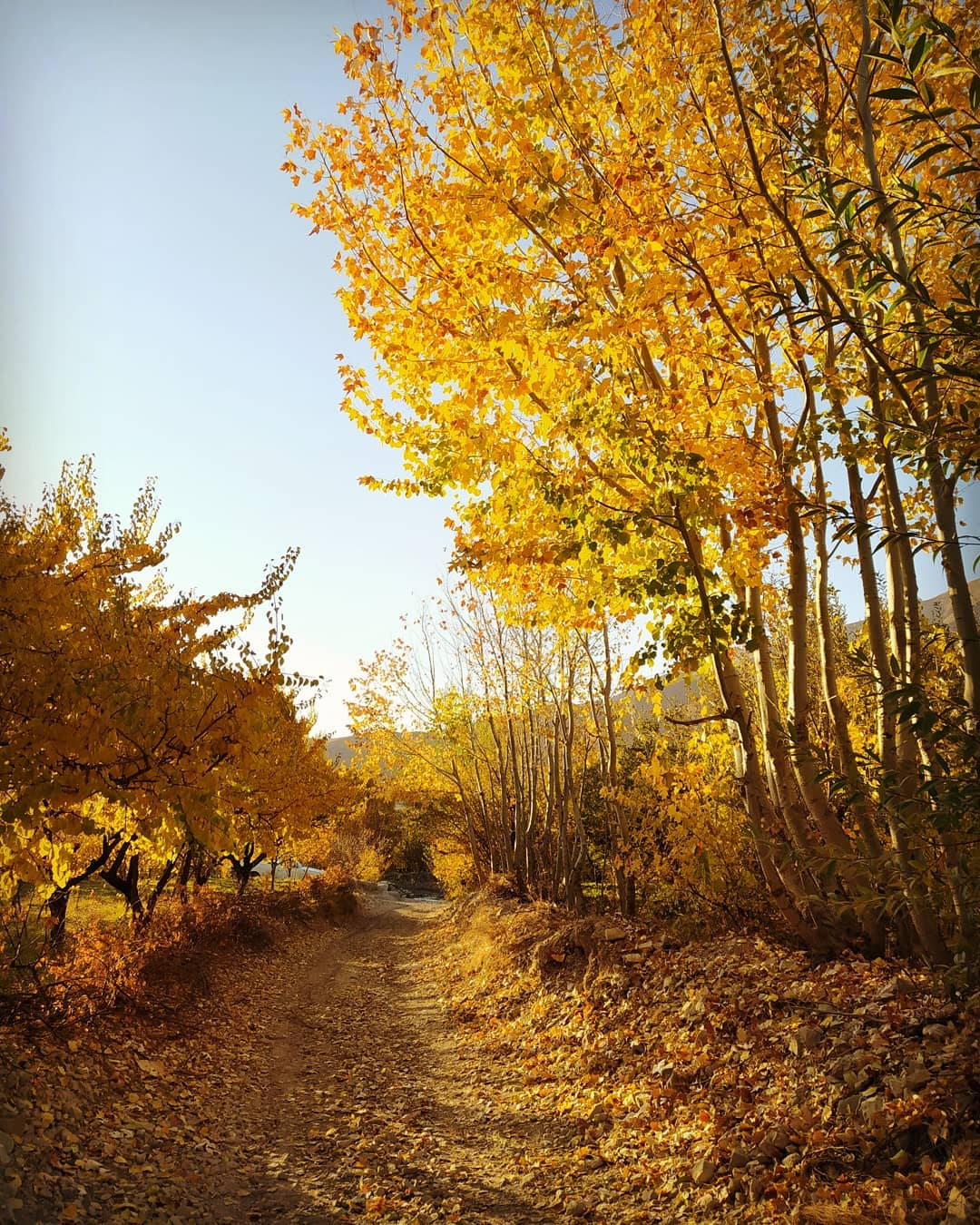